# Lorca
Lorca (spanskt uttal: [ˈloɾka]) är en stad och kommun i den autonoma regionen Murcia i sydöstra Spanien. Staden ligger vid floden Guadalentín, cirka 61,5 kilometer sydväst om Murcia. Kommunen har 98 334 invånare (2024), på en yta av 1 675,27 km².
Lorca har främst varit känd för sin ylle- och läderindustri samt sin kemiska industri med tillverkning av bland annat sprängämnen. Ett delvis bevarat moriskt kastell höjer sig över den gamla staden. 2011 drabbades staden, och en stor del av regionen Murcia, av en jordbävning.

## Jordbävningen 2011

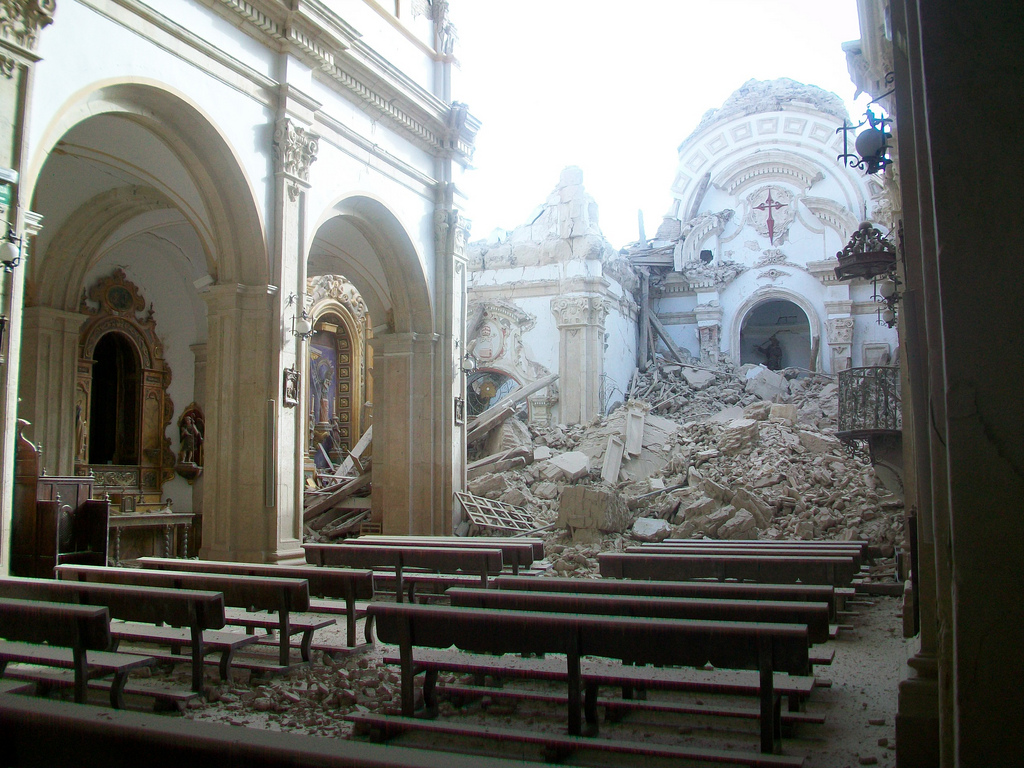
En kyrka i Lorca efter jordbävningen.

Den 11 maj 2011 drabbades staden och regionen av en jordbävning med 5,1 på momentmagnitudskalan. Minst nio personer avled till följd av skalvet och 403 skadades.